# Palagio di Parte Guelfa
Il palazzo dei Capitani di Parte Guelfa, detto spesso anche "palagio" di Parte Guelfa, è un edificio storico di Firenze, situato tra l'omonima piazza di Parte Guelfa 1, il chiasso di San Biagio, via delle Terme 2B e via di Capaccio. 
Il palazzo oggi fa parte di un complesso edilizio che occupa l'intero isolato e che comprende anche l'ex-chiesa di Santa Maria sopra Porta (o di San Biagio) e il palazzo dell'Arte della Seta: sebbene questi edifici contigui all'esterno siano chiaramente distinguibili, all'interno condividono i vani senza soluzione di continuità.
Oggi ospita, tra l'altro, le sedi del Calcio storico fiorentino, del corteo storico della Repubblica fiorentina, dei Bandierai degli Uffizi, dell’Arciconfraternita di Parte Guelfa, e ospita convegni e manifestazioni artistiche e culturali promosse al Comune di Firenze. Al piano terra, su via delle Terme, ospita la sede della Sezione territoriale di zona centrale del Corpo di Polizia Municipale.
Il palazzo appare nell'elenco redatto nel 1901 dalla Direzione Generale delle Antichità e Belle Arti, quale edificio monumentale da considerare patrimonio artistico nazionale.

## Storia

### Origini

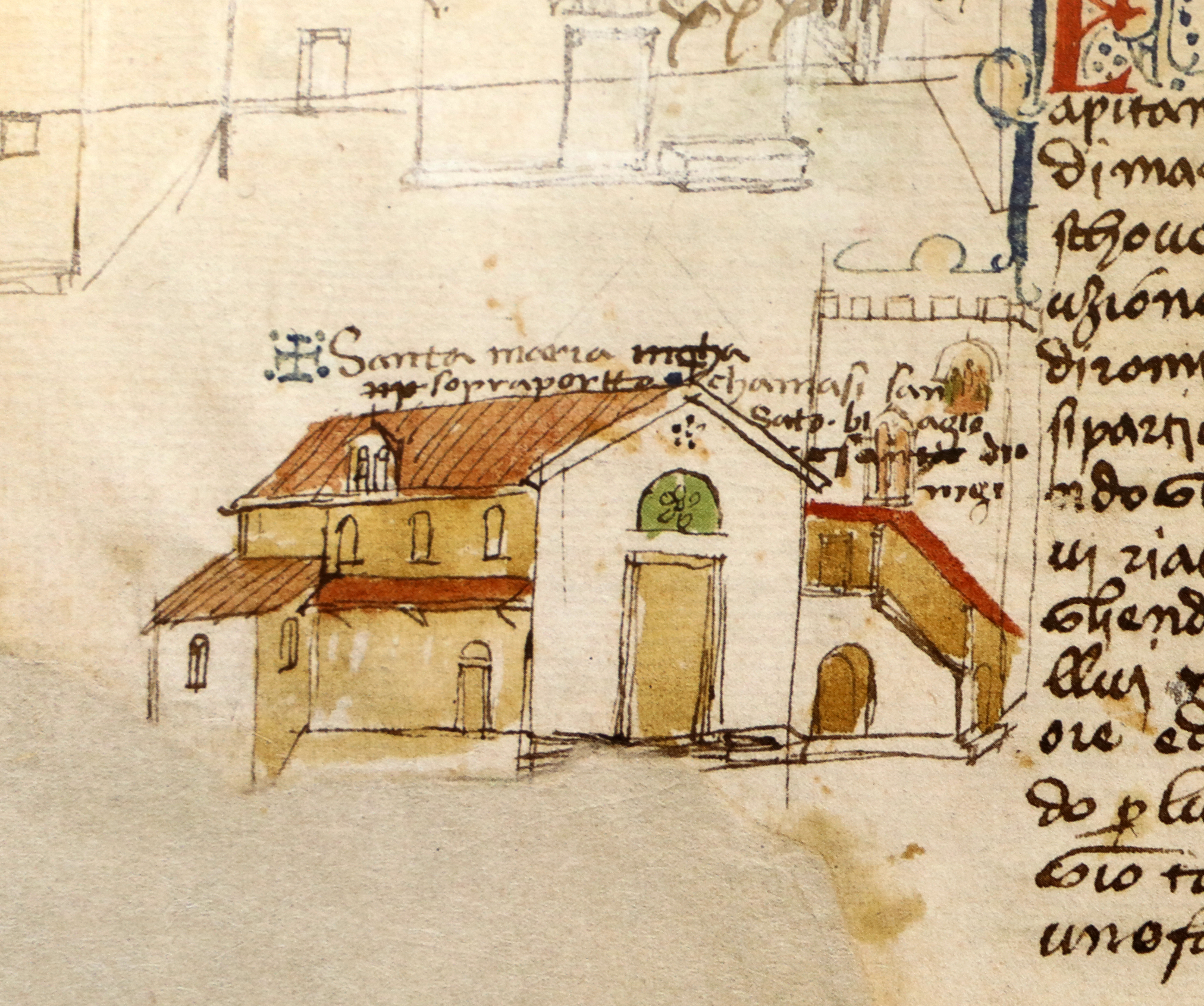
Il palagio, accanto alla chiesa di Santa Maria Sopra Porta, nel Codice Rustici, 1450 ca.

Dalla Cronica di Giovanni Villani sappiamo che nel 1267 la Parte Guelfa, fazione dominante in città, non possedeva ancora una propria sede e svolgeva le proprie riunioni nella chiesa di Santa Maria sopra Porta. In quell'anno, con la demolizione delle case e delle torri dei ghibellini Lamberti in un'area contigua alla chiesa, fu avviata l'edificazione di una residenza per i tre Capitani di Parte Guelfa, magistratura cittadina destinata a curare l'amministrazione dei beni confiscati e a provvedere alla manutenzione della città (fortificazioni, edifici pubblici e viabilità). La costruzione originaria era costituita da una sala di riunione al primo piano, posta su cinque botteghe al piano terra e raggiungibile con una scala esterna in pietra. Nel 1304 un incendio distrusse questo primo nucleo, venendo poi ricostruito entro il 1324 e progressivamente ampliato dal lato di via delle Terme e di via di Capaccio, andando a serrarsi al fianco della chiesa e del palazzo dell'Arte della Seta. È proprio su via delle Terme che restano le tracce di questo palazzo "vecchio", eretto su più antiche case degli Scolari e degli Spadi.
Nel Trecento sono documentate importanti decorazioni poi andate perdute, come il grande affresco sulla facciata di Gherardo Starnina e le pitture di Giotto all'interno.

### Intervento di Brunelleschi e suoi seguaci

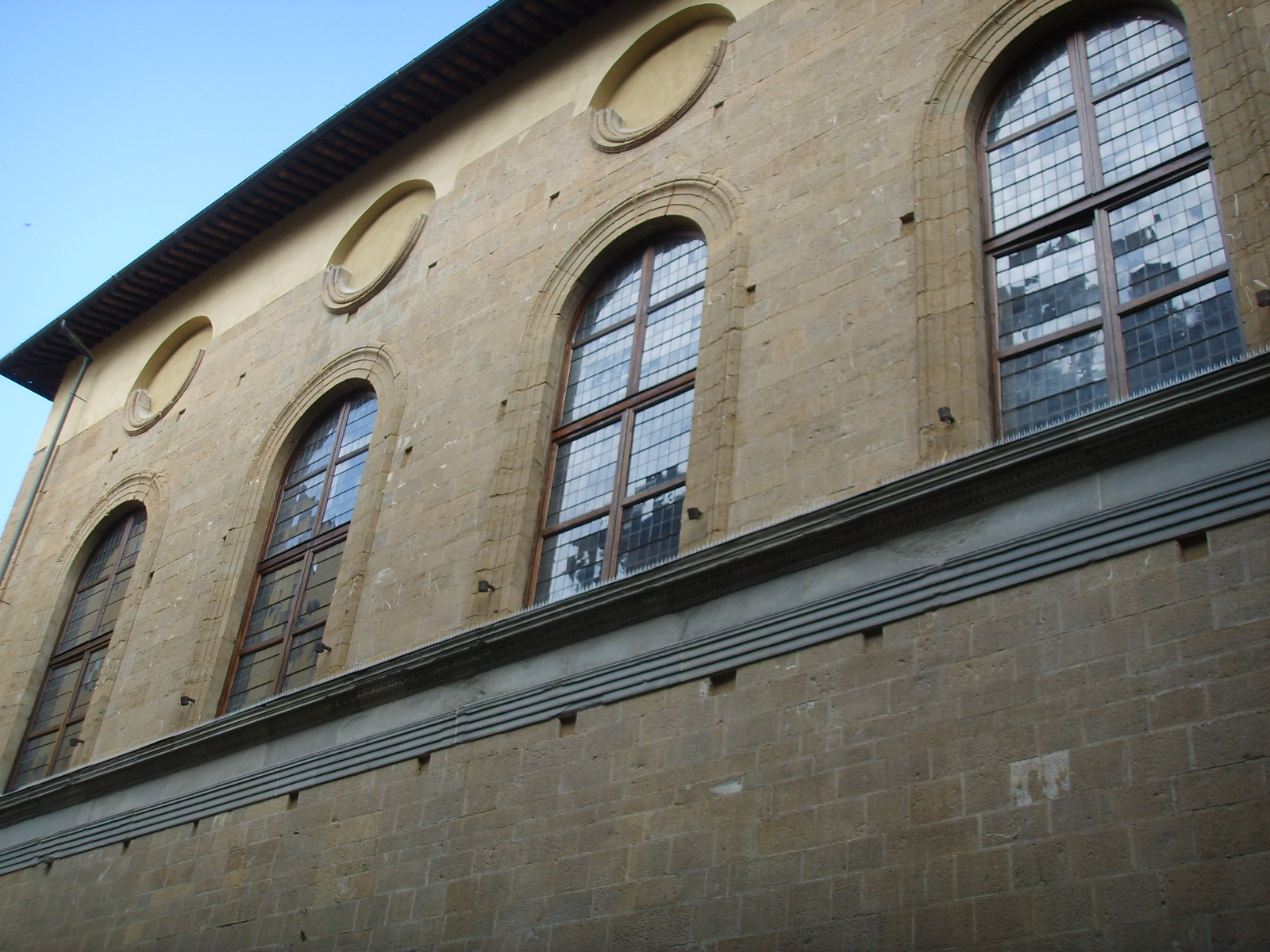
Le finestre di Brunelleschi, su via di Capaccio

Sul lato di via di Capaccio, sfruttando il piano terreno trecentesco, Filippo Brunelleschi iniziò a costruire l'attuale e ulteriore corpo fino via delle Terme destinato ad accogliere la nuova sala del consiglio detta "sala Grande" (1418, cantiere interrotto nel 1420 e poi ripreso nel 1425 e sospeso durante le guerre contro Lucca e Milano del 1426-1431), proseguito da Francesco della Luna (così secondo Giorgio Vasari) nella prima metà del Quattrocento e rimasto interrotto alla metà dei grandi occhi sormontanti i finestroni.
Intorno al 1452 lo scalpellino Maso di Bartolomeo mise in opera l'interno della sala, caratterizzato da paraste in pietra serena. A quella data il corpo di fabbrica doveva quindi essere coperta sia pure, probabilmente, ad una quota più bassa dei quanto progettato. 

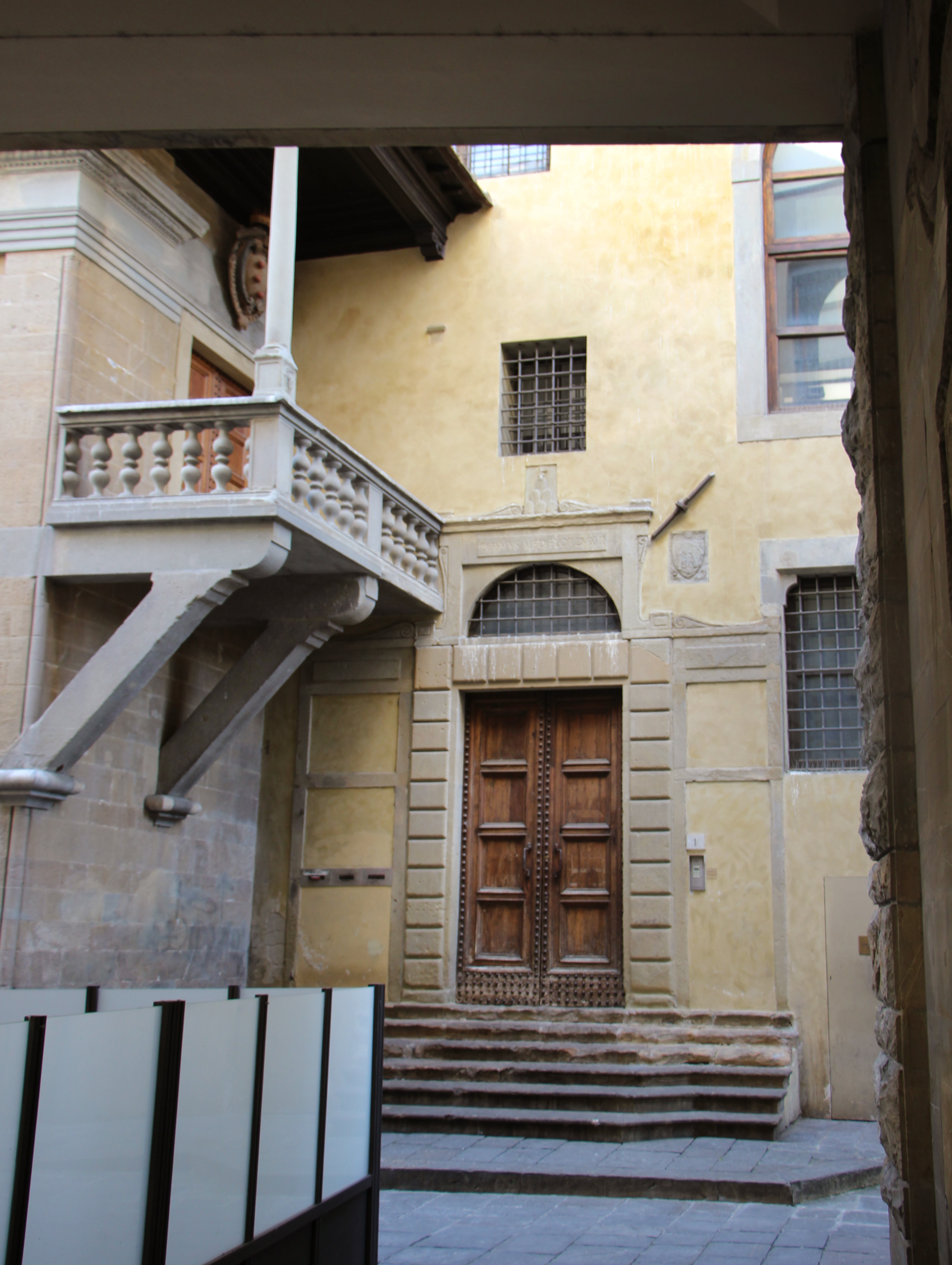
Loggetta e portale del Vasari su via di Capaccio

### Intervento di Vasari
Sul lato di via di Capaccio vi fu inoltre un'ulteriore aggiunta di completamento dovuta a Giorgio Vasari (1589 ca.), resasi necessaria nel momento in cui qui vennero trasferiti gli uffici del Monte Comune (1557). 
Il Vasari, per raccondare i nuclei esistenti, completò in altezza la Sala Grande, coprendola con un soffitto ligneo a cassettoni tuttora esistente, e costruì un nuovo scalone (oggi trasformato e in parte demolito).

### Deperimento e restauri

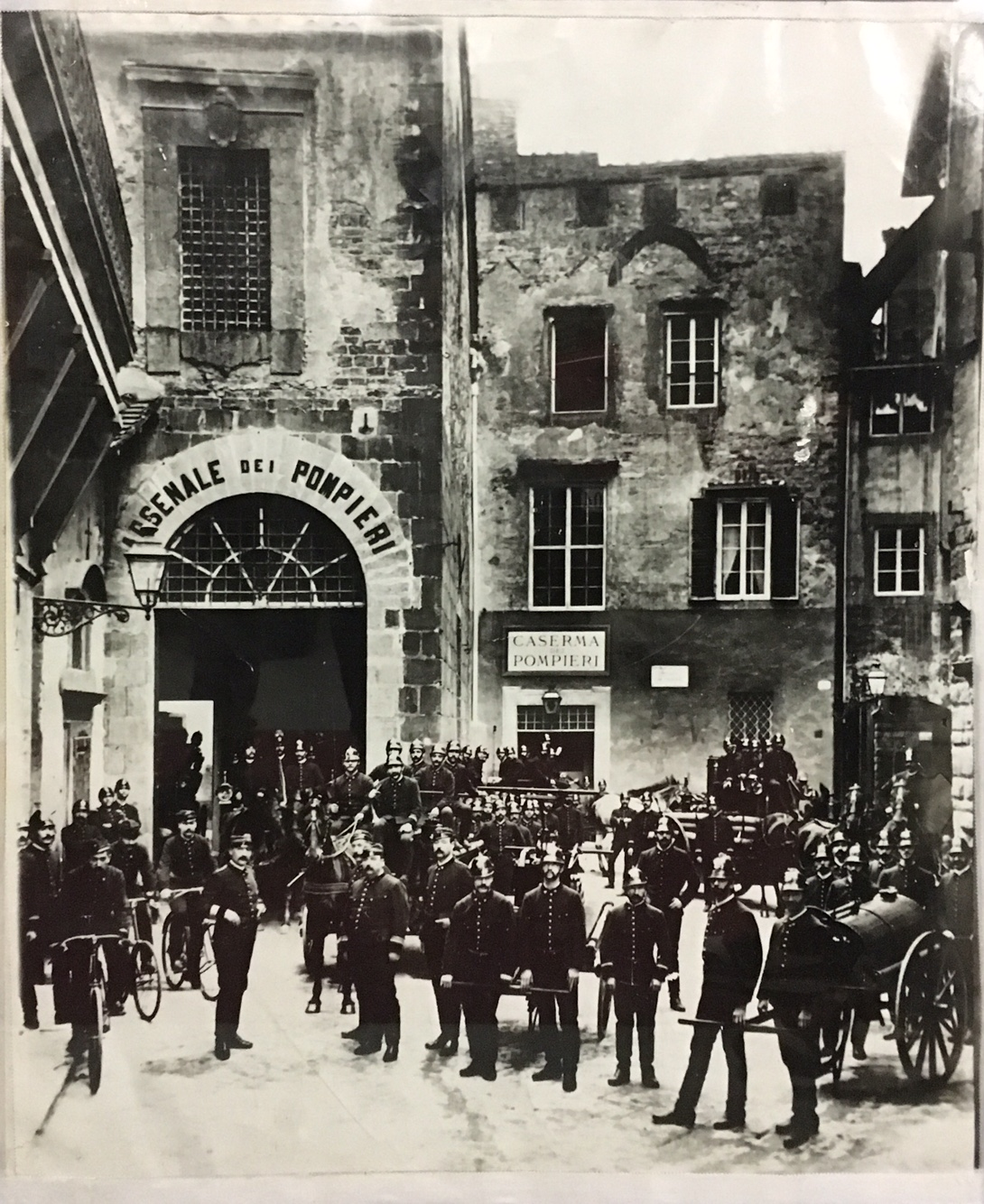
La piazza al tempo della sede dei Pompieri. Si nota a destra il palazzo di Parte Guelfa prima dei restauri in stile, e a sinistra il fianco della chiesa di San Biagio alterato dal portale per l'uscita degli automezzi

I Capitani risiedettero nel palazzo fino al 1769, quando la magistratura e il Monte Comune vennero soppressi, e l'edificio passato alla comunità di Firenze. Col tempo sia la chiesa di San Biagio, anche questa soppressa nel 1785, sia il 'palagio', ridotto a caserma, decaddero miseramente e ancora così li mostrano le fotografie che documentano, nel tardo Ottocento, l'adattamento del complesso a sede del Corpo dei Pompieri, con la chiesa alterata da un grande portone aperto sul suo fianco per favorire l'intervento dei 'carri di volata' che qui stazionavano. Destinati alla demolizione durante i progetti di Risanamento, furono salvati grazie alla decisa azione dell'Associazione in difesa della Firenze antica, fondata nel 1898 e forte dell'apporto di molti intellettuali stranieri.
Negli anni venti del Novecento l'intera fabbrica fu oggetto di un complesso intervento di restauro e di ricostruzione (1921-1922), ideato e voluto da Alfredo Lensi, direttore dell'Ufficio Comunale di Belle Arti, che portò al ripristino della bifora gotica e della merlatura del palazzo (chiaramente leggibili nella documentazione fotografica ottocentesca) e l'invenzione della scala esterna, ispirata all'illustrazione del Codice Rustici (del 1450 circa). Dispersi ormai irrimediabilmente la maggior parte degli arredi originali, negli interni vennero reimpiegati alcuni frammenti architettonici provenienti da edifici antichi demoliti del centro. 
Al 1922 si data anche la nuova e attuale denominazione della piazza, già intitolata a San Biagio. Dal 1923 al 1940 fu qui ospitato il Gabinetto Vieusseux.
Nell'agosto del 1944 il complesso si trovò - riportando fortunatamente solo danni riparabili - al limitare della zona distrutta dalle mine poste dall'esercito tedesco in ritirata e questo fronte si trovò godibile in tutto il suo insieme, non più occultato dalla cortina di case di via Por Santa Maria. Fu quindi discussa e osteggiata la proposta di ricostruire la cortina di edifici, come in realtà poi accadde, pur ricavando un piccolo slargo in corrispondenza della fabbrica. Echi di tali polemiche sopravvivono ancora nel repertorio di Bargellini e Guarnieri: «quando le mine tedesche, nel 1944, distrussero le case di Por Santa Maria ad un cumulo di macerie, anche la via di Capaccio fu cancellata e venne in piena luce la bellissima architettura brunelleschiana della parte tergale del palazzo di Parte Guelfa. Invano si sperò che al posto della via di Capaccio fosse lasciata una piazza e che all'Arnolfo del Palazzo Vecchio facesse specchio il Brunelleschi del Palazzo di Parte Guelfa. Nonostante richieste, polemiche e proteste, si volle ricostruire la brutta quinta degli edifici moderni, e via di Capaccio divenne un'insipida striscia di lastrico, dal quale si può a stento vedere, oltre alla serena architettura brunelleschiana, la loggetta costruita da Giorgio Vasari, nel Cinquecento, per conto di Cosimo I». 
Dopo i restauri, il palazzo fu destinato dal Comune a sede dell'Università Popolare (fino ai primi anni ottanta), poi ad altri enti.

## Descrizione

### Esterno

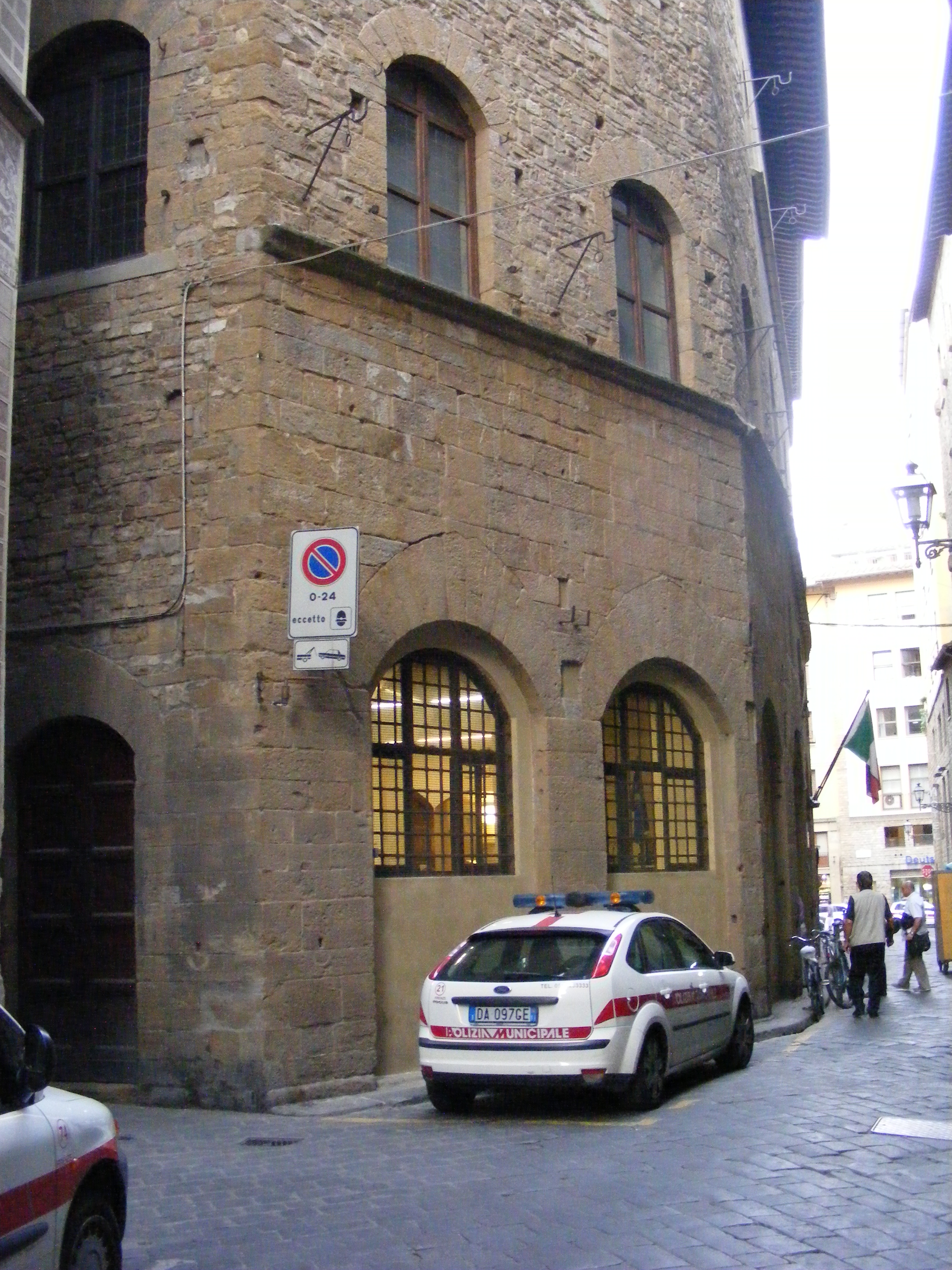
Il lato su via delle Terme

Fermo restando il giudizio critico nei confronti di un restauro decisamente disinvolto, non si può negare che l'attuale insieme che guarda alla piazza risulti oltremodo suggestivo, così come spesso accade con le ricostruzioni ottocentesche capaci di rispondere a quella esigenza di pittoresco che il turismo internazionale richiedeva. 
La facciata sulla piazzetta, sebbene molto pittoresca, è il maggiore frutto dei restauri neomedievali, con il ripristino della bifora gotica, della merlatura (di tipo guelfo) e la creazione ex novo della scaletta coperta. Sotto il merli si trovano quattro stemmi: uno inquartato forse di papa Giovanni XXII, due illeggibili (alcune fonti parlano del Comune e della Parte Guelfa) e uno della Casa d'Angiò.
Sull'ingresso di via del Capaccio si trova la parte attribuita ai progetti del Brunelleschi e del Vasari. Il primo si ispirò a edifici della tradizione architettonica medievale fiorentina, come Orsanmichele, rielaborandoli però fino ad arrivare a soluzioni di inedita geometria. "In questo palazzo sono evidenti gli inconfondibili caratteri formali dell'architettura brunelleschiana: leggere trabeazioni che corrono con ininterrotta linearità, delicato risalto di piani, modinature creatrici di ombre leggere e trasparenti, proporzioni delle finestre, tondi per le terracotte invetriate; tutto il linguaggio, infine, del grande maestro usato con mirabile senso di corrispondenza al nuovo tema". La parete esterna, in origine libera su tre lati, è in pietraforte, levigata e scandita da aperture ad arco a tutto sesto, appoggiate su una cornice classicheggiante e sormontate da grandi oculi ciechi, che nei progetti originali dovevano probabilmente essere aperti sulla sala, sviluppata fino una maggior altezza. Le cornici attorno a questi elementi sono graduate prospetticamente, studiate per una vista "d'infilata", cioè inclinata per via della strada angusta.
Sempre su questo lato dell'edificio si trova la loggetta pensile su mensoloni aggiunta da Vasari, con uno stemma mediceo in pietra dipinta opera del Giambologna.
Sul prospetto dal lato di via delle Terme risultano ben leggibili le varie addizioni al nucleo più antico, da riconoscere nella porzione che fa angolo con il chiasso di San Biagio, che presenta arcate di conci al terreno e una parte superiore a filaretto di pietra, con finestre ad arco ribassato, il tutto coronato da merli. Per quanto la situazione attuale sia il risultato dell'intervento di restauro del 1921-1922, si deve quindi riconoscere qui il "Palagio Vecchio dei Capitani". Segue, alla sinistra di questa porzione, un fronte quattrocentesco, di quattro assi per tre piani, graffito a finto ammattonato e ricco di ferri da facciata (attualmente è qui l'accesso al Corpo della Polizia Municipale, zona centrale). Qui si vede tra i graffiti lo scudo di pietra con l'insegna della Parte Guelfa e vi è ricordato un tabernacolo di legno con un dipinto settecentesco raffigurante la Madonna annunciata, andato distrutto con l'alluvione del 1966 (tranne l'immagine devozionale che dopo un restauro è stata collocata nei depositi del Museo Bardini). 
Il palazzo è dotato di un cortile interno, confinante a nord con la parete esterna della chiesa di San Biagio. Presenta a ovest un balcone retto da mensoloni e coperto da una loggetta, mentre a est ha un ballatoio sporgente, poi coperto e chiuso da una muratura finestrata.

### Interno

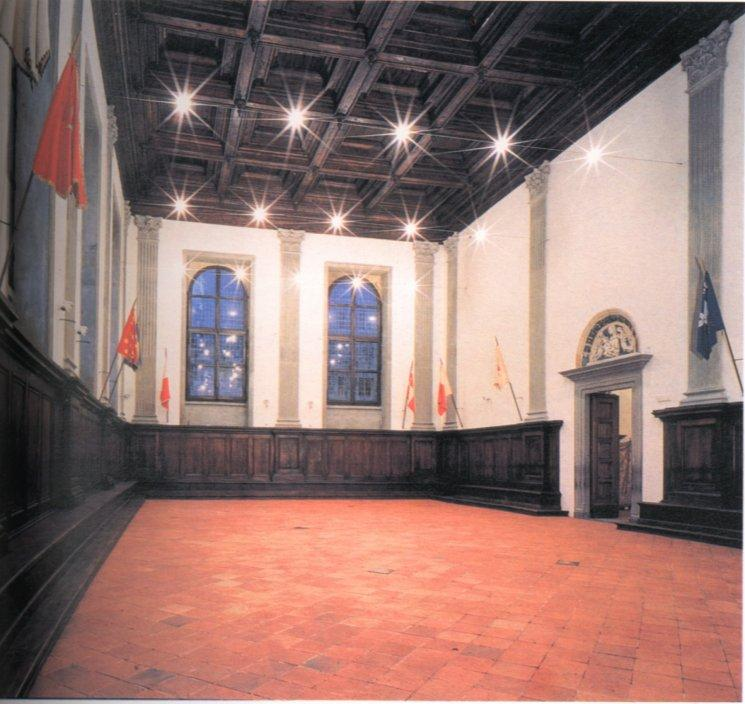
Il Salone Brunelleschi

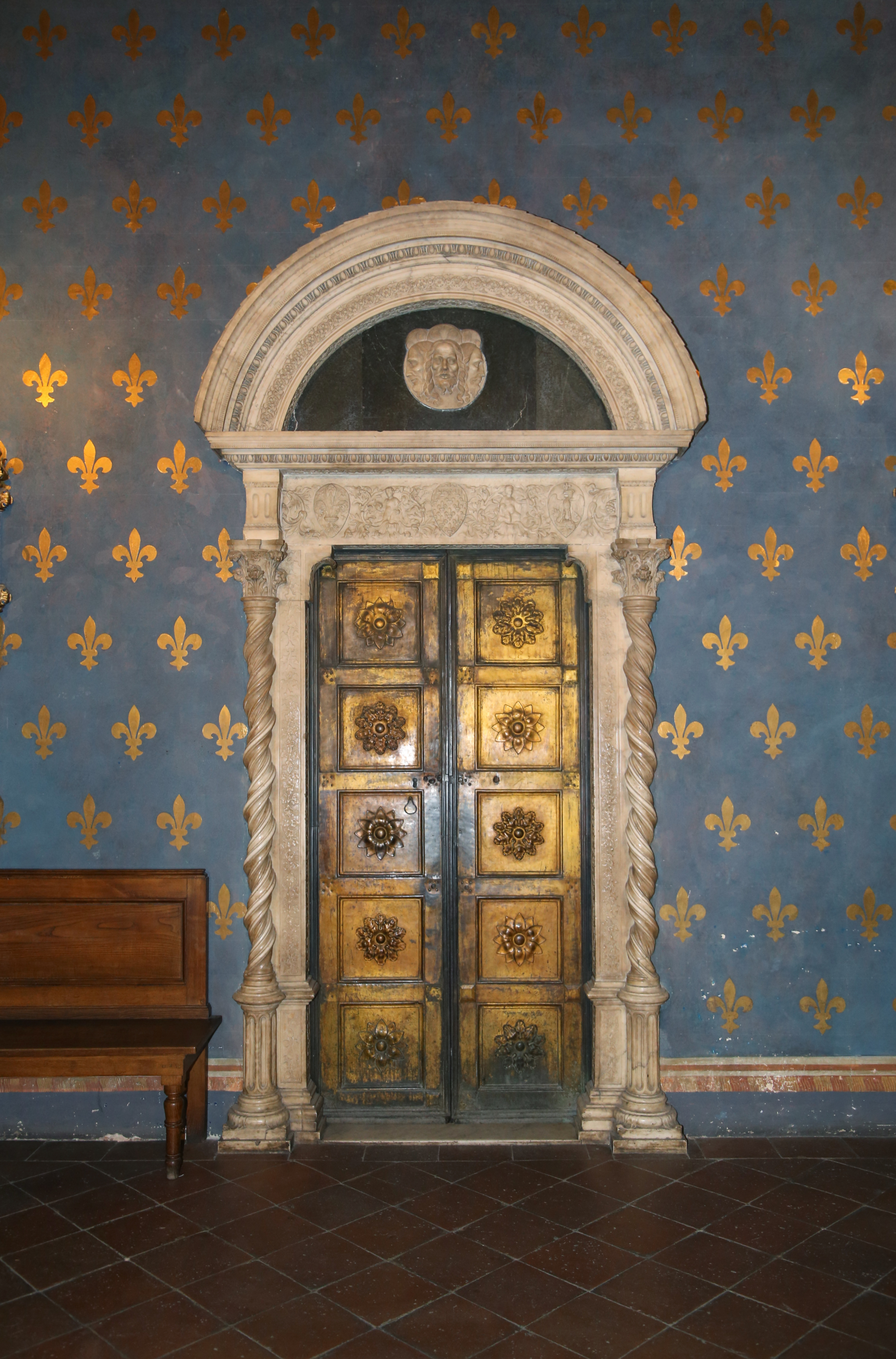
La porta quattrocentesca della Sala dei Capitani

Notevoli anche gli interni, per lo più frutto dell'intervento in stile degli anni 1920, quando vennero ristrutturati utilizzando elementi decorativi provenienti dalle demolizioni ottocentesche dell'antico centro. 
Il primo ambiente, dall'altissimo soffitto con capriate lignee, è la sala del Camino che deve il suo nome al caminetto con architrave in pietra serena, proveniente da una casa distrutta in Mercato vecchio, sulla cui cappa sono state dipinte le insegne della Parte Guelfa, del Comune di Firenze e la Croce del Popolo. Qui si trova un'esposizione permanente di armi e armature dei gruppi storici del Comune. 
Segue la sala dei Drappeggi, che ha dei finti parati disegnati sulle pareti, un soffitto neomedievale con motivi presi dall'arte tessile e tre porte quattrocentesche in pietra serena reintegrate, che provengono da altrettanti edifici demoliti, e sono sormontate da tondi robbiani con al scritta "Ave Maria". Due di questi portali conducono alla sala d'Udienza o dei Capitani, del primo Quattrocento, con soffitto ligneo a lacunari e sottostante fregio ad archetti quadrilobi in pietra di carattere goticheggiante. Neogotica è la teoria di scudetti araldici dipinta, così come il finto drappeggio alle pareti; originale è invece il portale marmoreo quattrocentesco con colonnine tortili, battenti di rame dorato (su questo lato) e intarsiati (sul lato della portineria) e una formella con la Trinità, attribuita a Michelozzo (1420-1440). 
Il grande Salone Brunelleschi, o Sala Grande, caratterizzato da pareti bianche intonacate spartite in campiture regolari da paraste in pietra serena con capitelli; le finestre ad arco sono inquadrate da alte cornici rettangolari, che sono riproposte anche sulle aperture cieche nei lati brevi. Il soffitto ligneo a lacunari venne aggiunto dal Vasari, mentre gli stalli lignei che corrono lungo tutto il basamento sono in stile tardo-cinquecentesco. Sopra il portale che mette in comunicazione con la Sala dei Drappeggi si trova una lunetta in terracotta policroma invetriata con la Madonna con il Bambino e due angeli (1470-1475 circa), opera di Luca della Robbia proveniente dalla demolita chiesa di San Pier Buonconsiglio.
A sud si trovano altri ambienti, oggi prevalentemente usati come uffici del Comune, organizzati attorno alla corte dell'ascensore (dove si trovava il perduto scalone vasariano) e decorati in parte da altri frammenti del centro antico; una parte di questi ambienti si sviluppa nei piani superiori del palazzo dell'Arte della Lana.

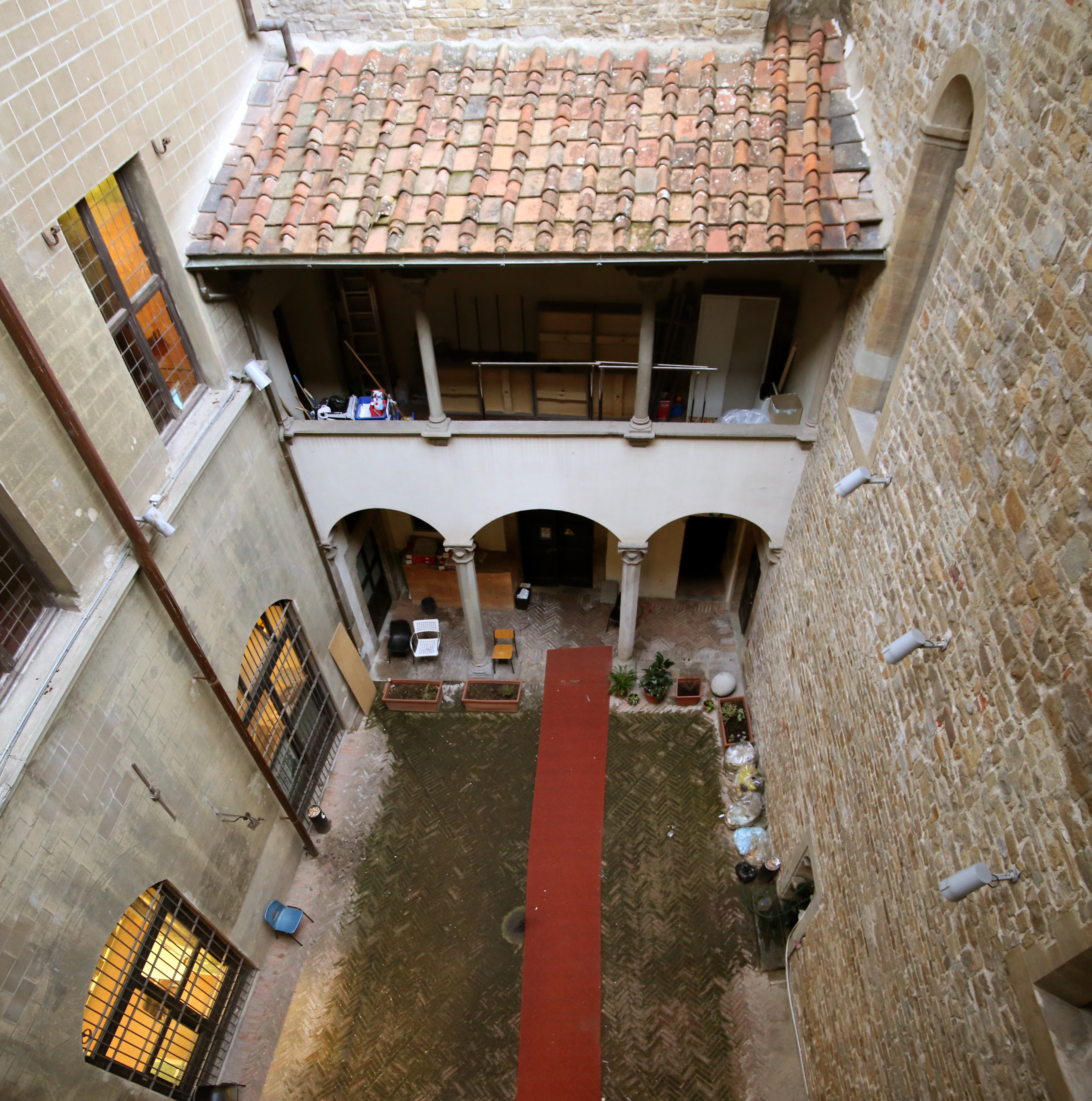
Il cortile
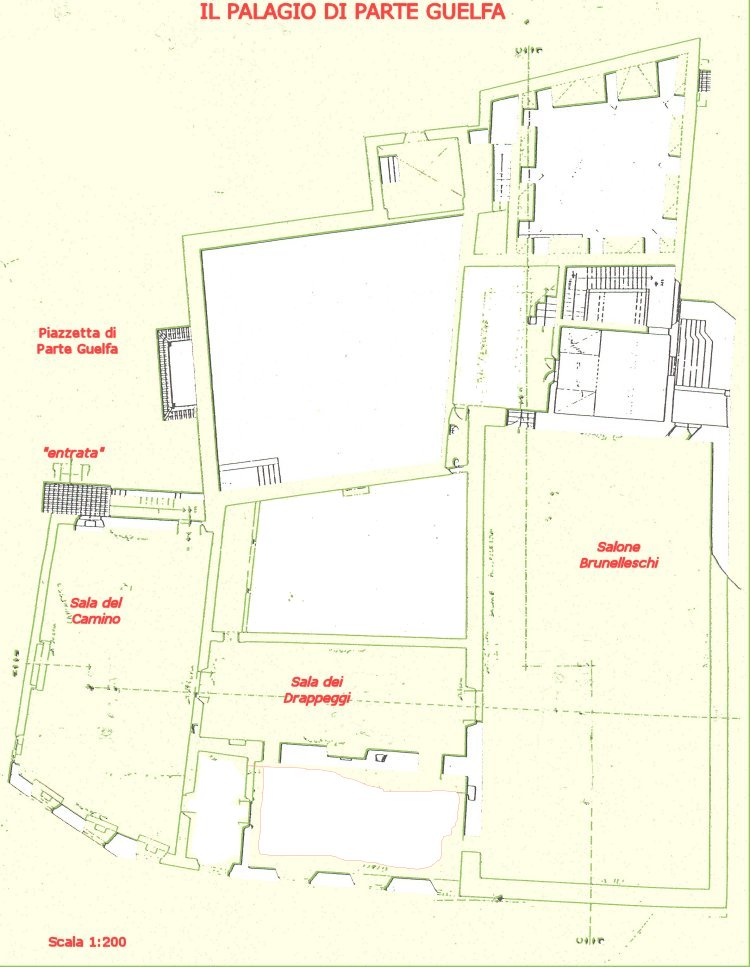
Pianta del primo piano del palazzo
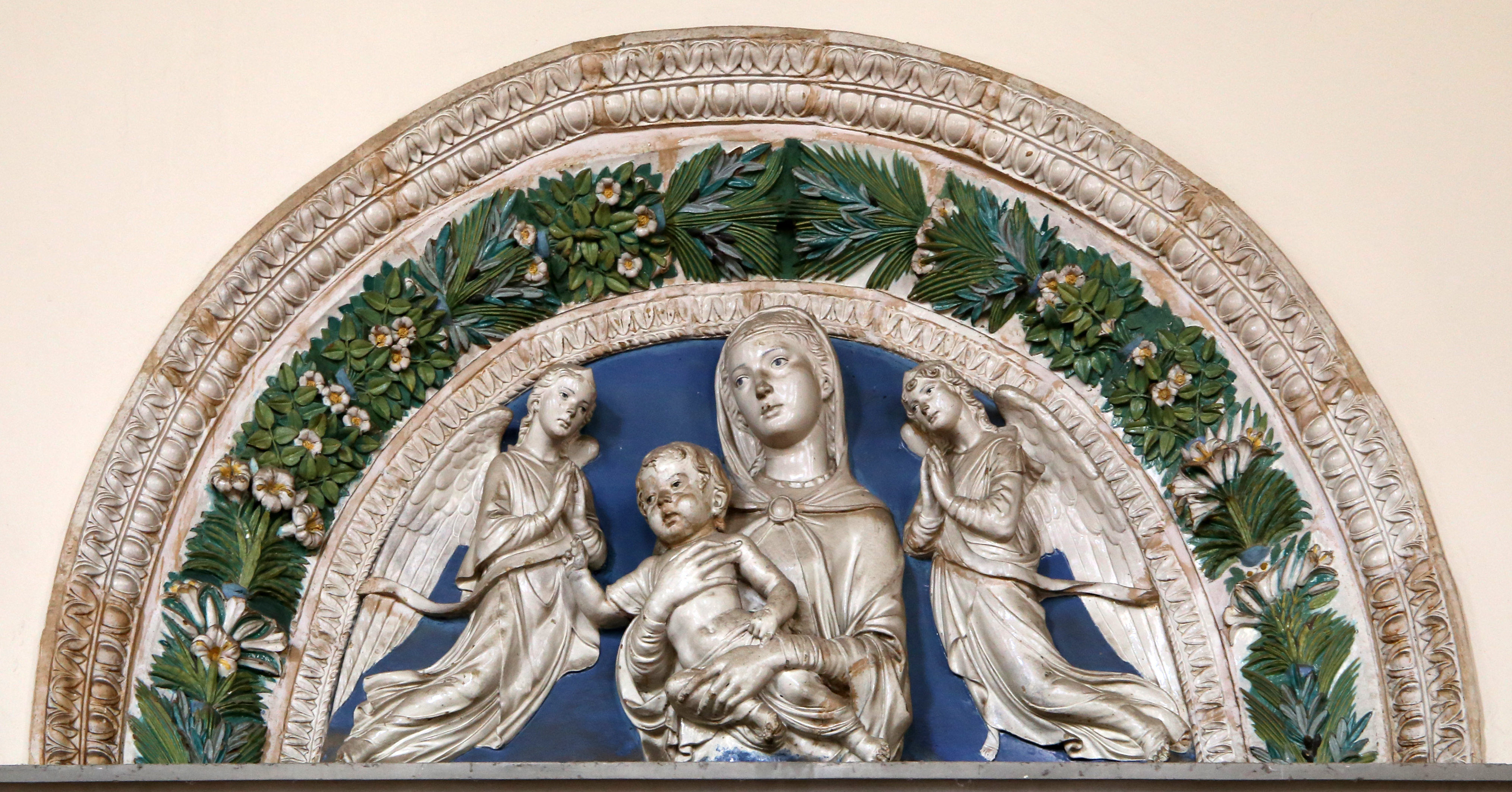
La lunetta di Luca della Robbia
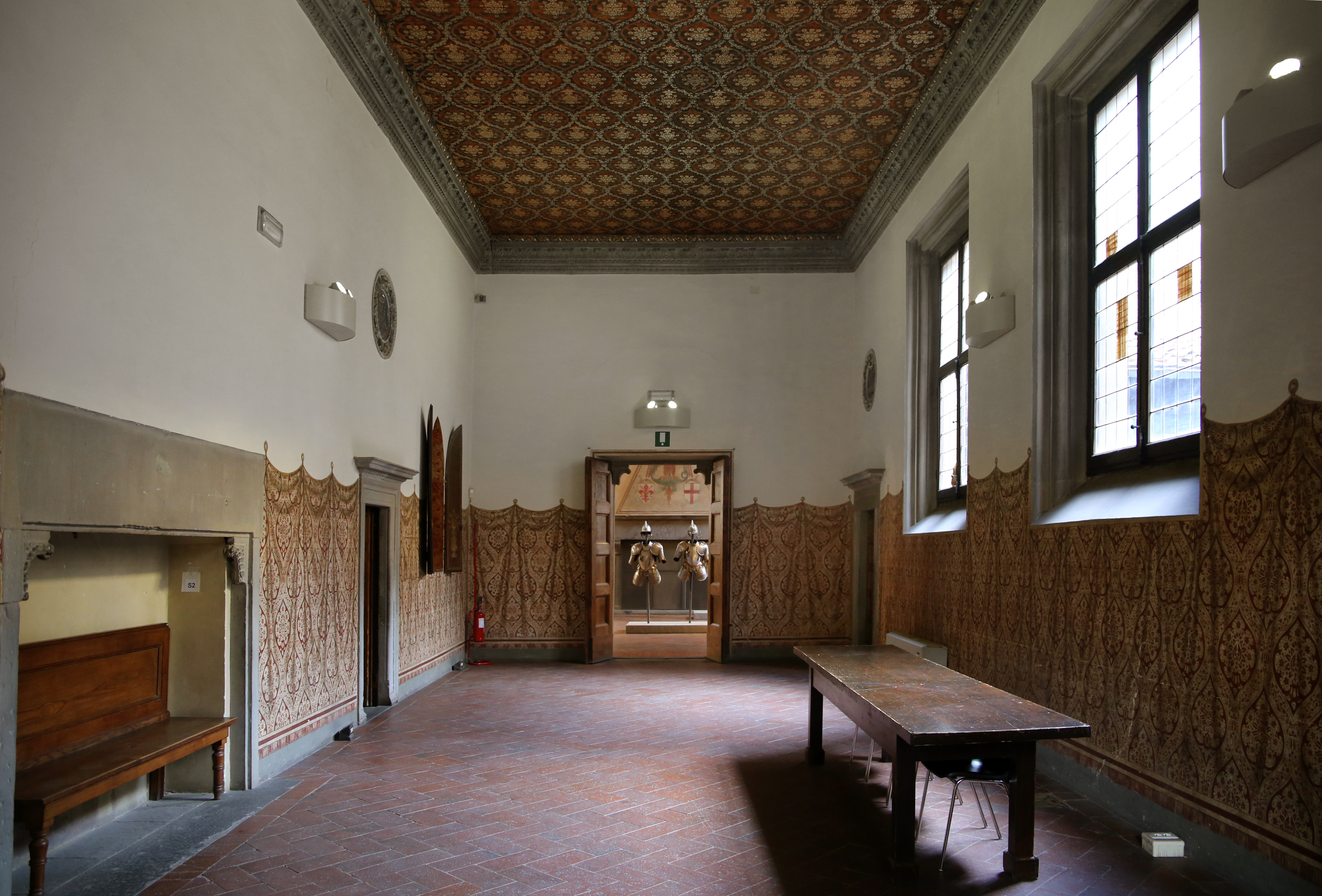
La Sala dei Drappeggi
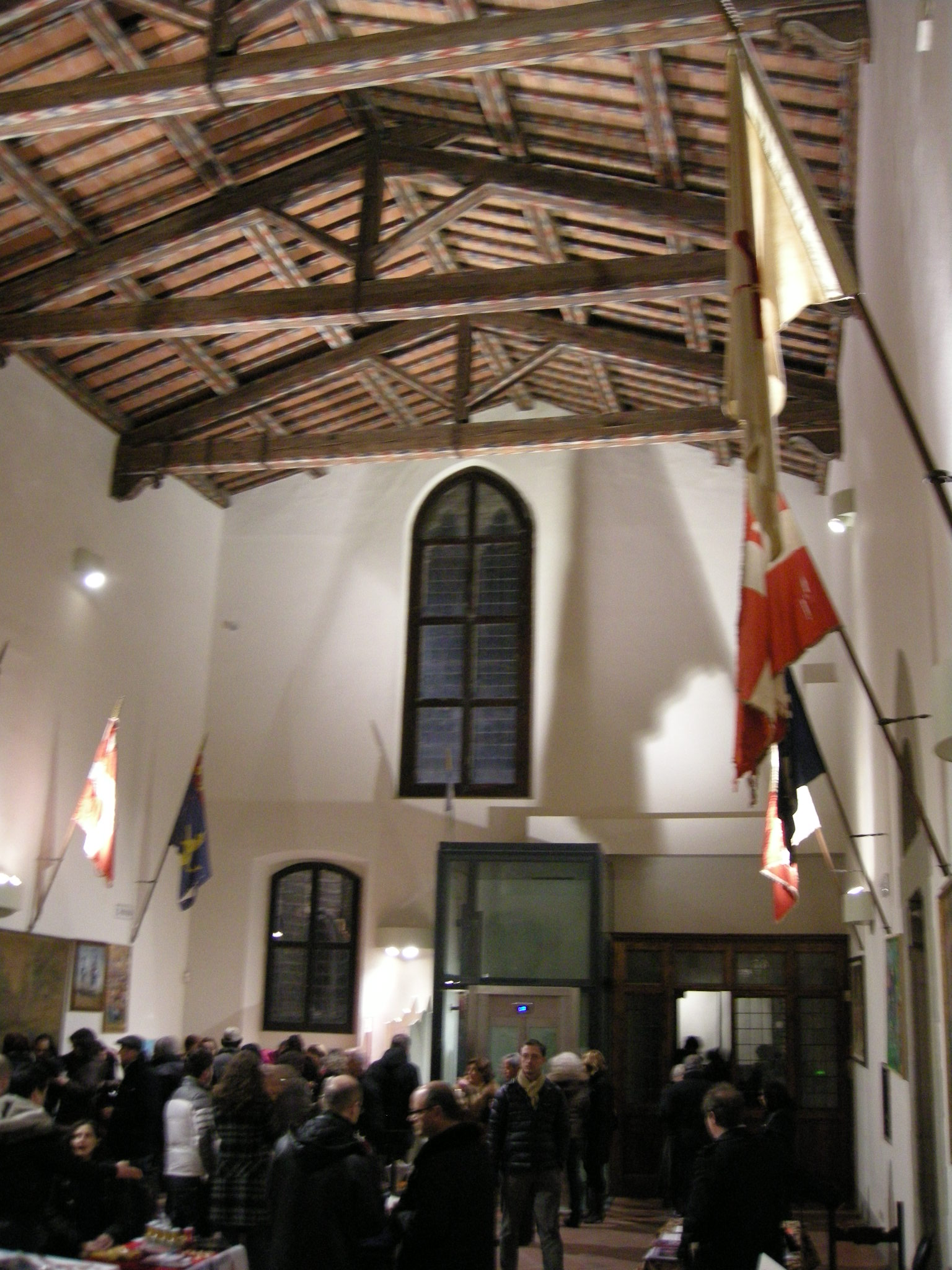
La Sala del Camino

### Lapidi
Sulla scalinata esterna si trova una lapide del 1962 che ricorda che donne partigiane durante la Resistenza.
| PARI AI COMPAGNI PARTIGIANI CONTRO GLI OPPRESSORI LE DONNE DI FIRENZE RESISTERONO, CONFORTARONO, SPERARONO TESTIMONIANDO ANCHE CON LA VITA CHE IL FOCOLARE È PRIGIONE IL LAVORO SCHIAVITV́ SE MANCANO PACE LIBERTÀ GIVSTIZIA NEL DICIASSETTESIMO ANNIVERSARIO DELLA LIBERAZIONE LA CITTÀ DI FIRENZE 25 APRILE 1962 |

La lapide non fa alcun nome specifico, sebbene venga da pensare a figure come Teresa Mattei; ciò perché forse si volle onorare soprattutto quelle figure sfuggite alla storia, i cui nomi raramente travalicarono i confini della stretta cerchia personale o dei singoli quartieri. Un esempio ricostruito da Lorella Pellis ed Elena Giannarelli è quello della partigiana "Luana", che dopo la guerra visse ai margini della società nel quartiere di San Lorenzo. 
All'interno, nella sala del Camino o delle Bandiere, una lapide del 2012 ricorda l'istituzione della figura del Gonfaloniere della Comunità, che divenne poi la figura del sindaco.
| 11 MARZO 1782 - GIUSEPPE MARIA PANZANINI ENTRA IN CARICA COME PRIMO "GONFALONIERE" DELLA "COMUNITÀ" DI FIRENZE, SOTTO GLI AUSPICI DEL GRANDUCA PIETRO LEOPOLDO CON LEGGE DEL 1865 L'ITALIA UNITA DEFINÌ "SINDACO" I PRIMI CITTADINI E COMUNE L'ORGANO RAPPRESENTATIVO DELLA COMUNITÀ A 230 ANNI DALL'EVENTO, NELLA SEDE DELL'ALLORA NUOVA "COMUNITÀ" DI FIRENZE, PALAGIO DI PARTE GUELFA, IL COMUNE DI FIRENZE RICORDA 1 MARZO 2012 |

## Note

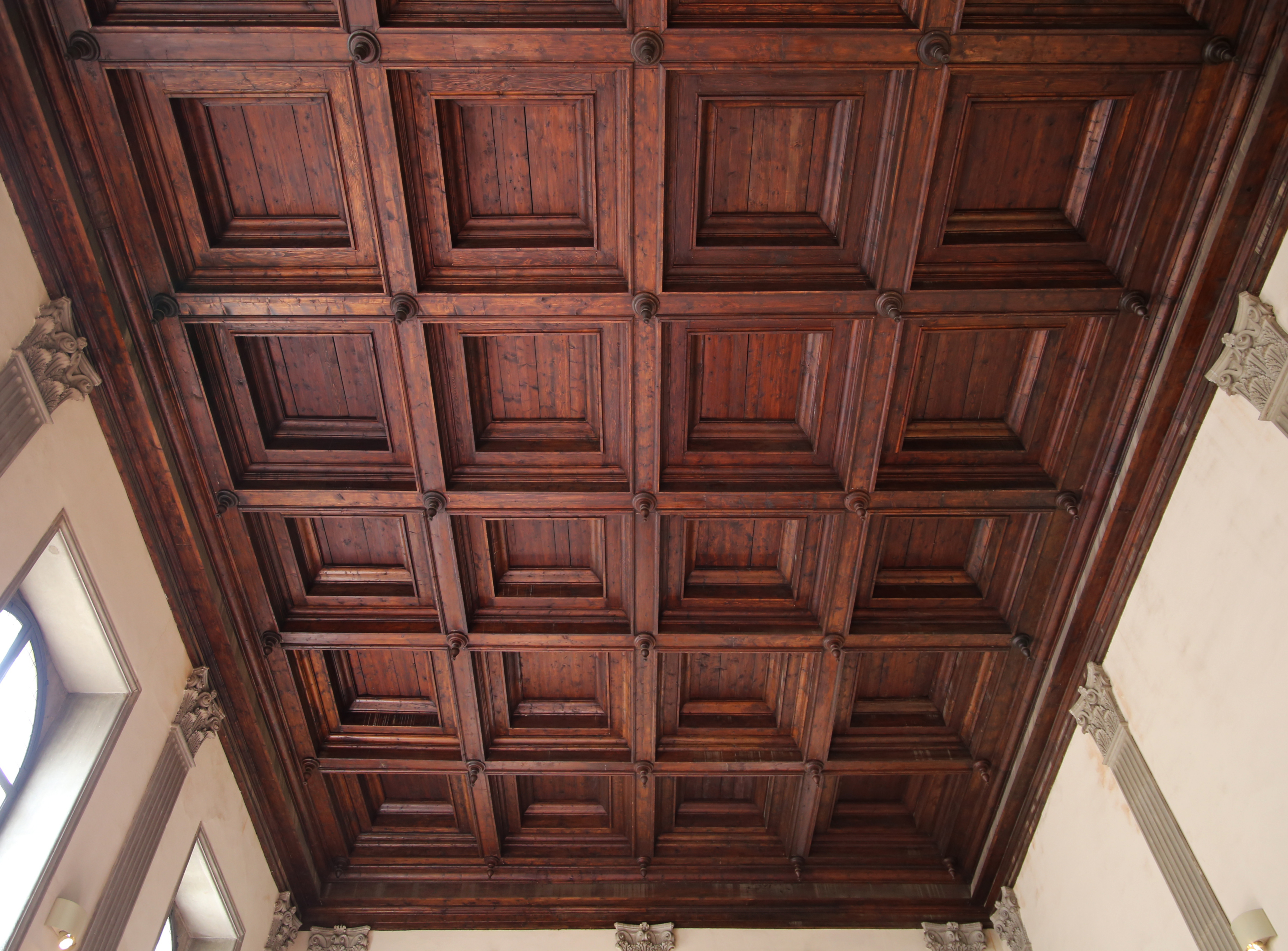
Soffitto del Salone Brunelleschi

## Bibliografia

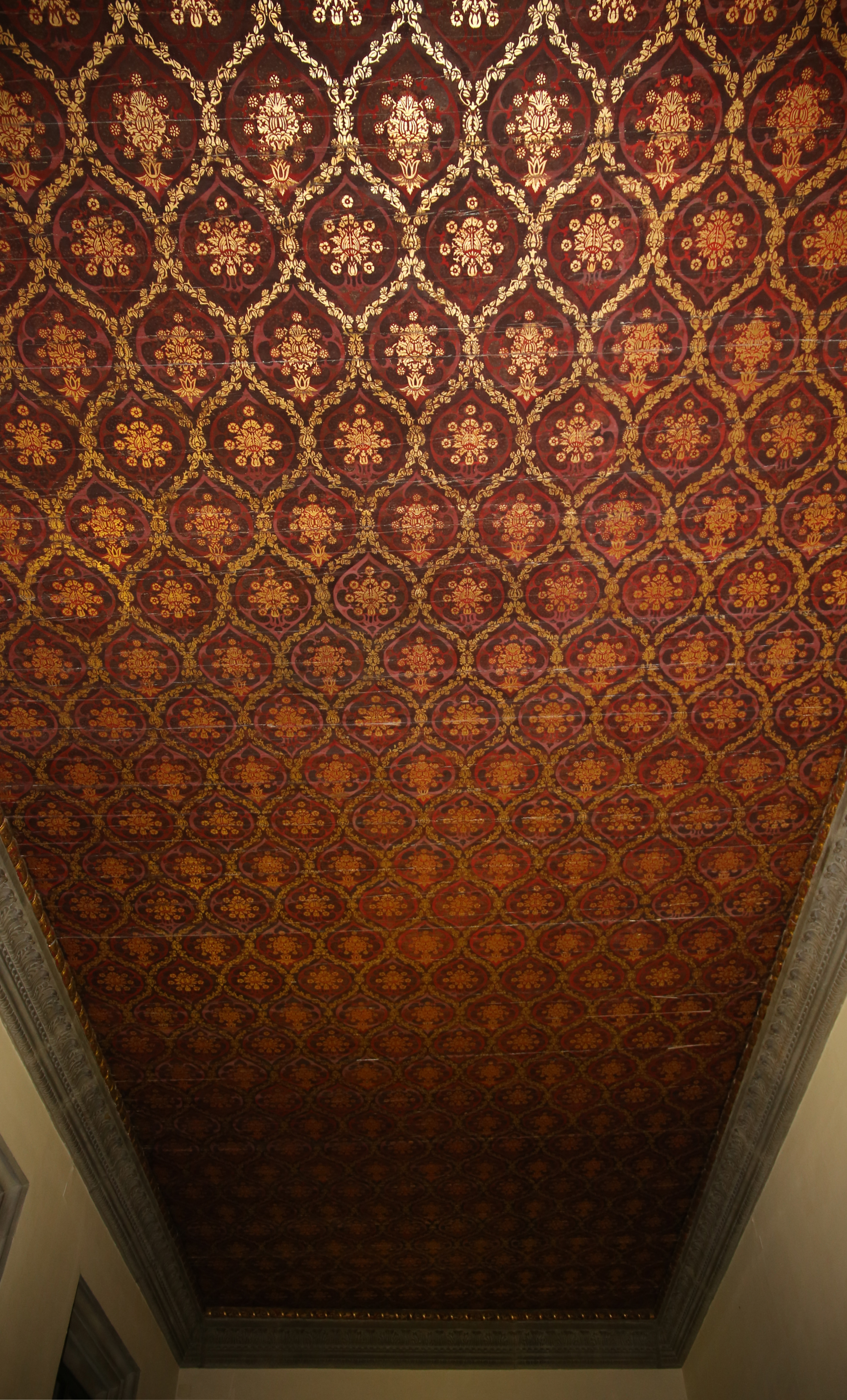
Soffitto della Sala dei Drappeggi

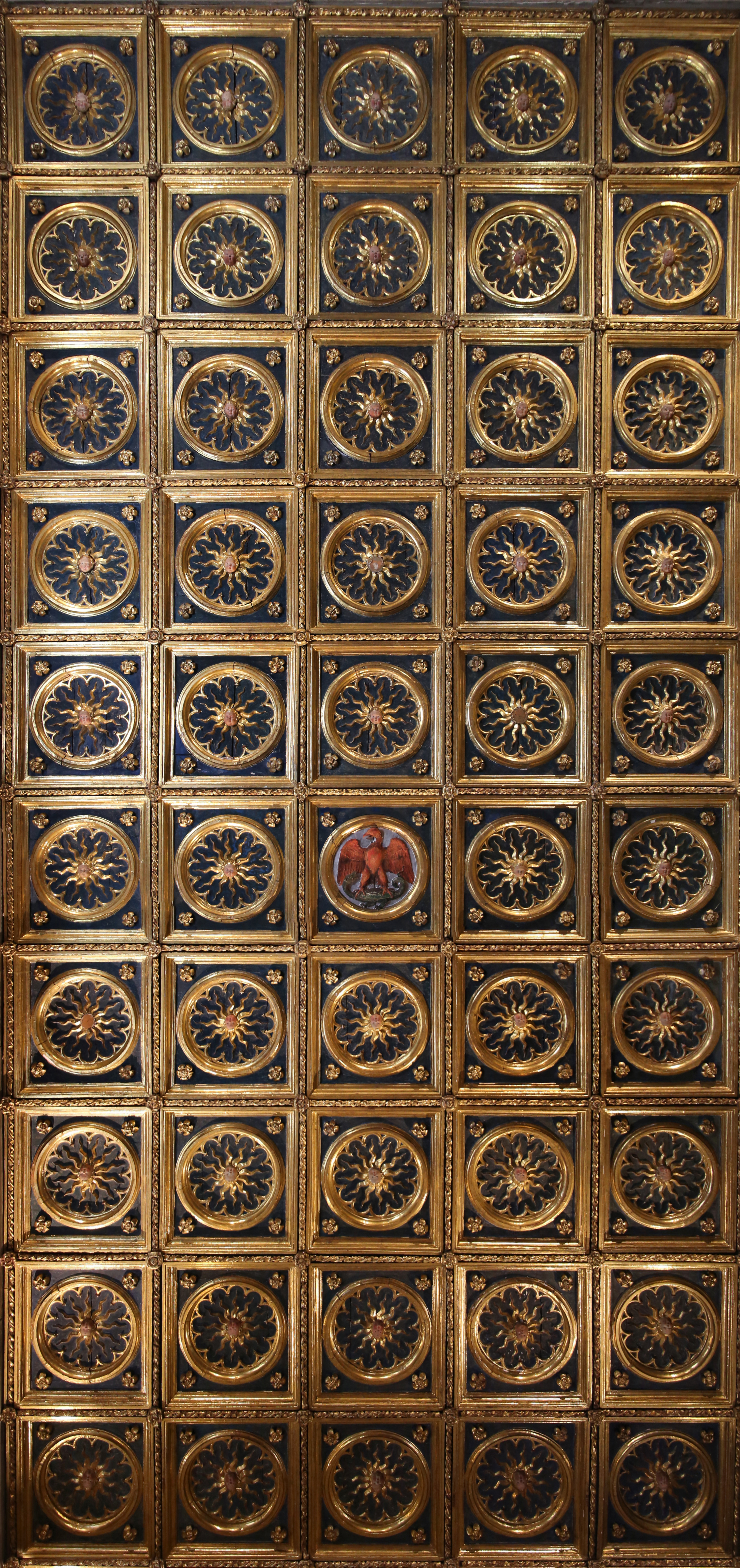
Soffitto della Sala dei Capitani